# Дијабетесна кетоацидоза
Дијабетесна кетоацидоза (ДКА) је најучесталија, најтежа и потенцијално по живот опасна, са високом стопом морбидитета акутна компликација код пацијената са шећерном болести. Карактеристично, симптоматологија праћена хиперкетонемијом, хипергликемијом и метаболичким ацидозом, а уједно је и клиничка дефиниција обољења. Предоминантно се јавља код оболелих од тип 1 шећерне болести, али може да се јави и код болесника са тип 2 шећерном болешћу под одређеним условима. ДКА резултује смањењем инсулина у серуму; као одговор, организам почиње да сагорева масне киселине производећи кисела кетонска тела која изазивају већину симптома и компликација.
ДКА може да буде први симптом претходно недијагностикованог дијабетеса, али се такође може јавити и код људи за које се знало да имају дијабетес као резултат више узрока, као што је присуство још неког обољења или лоша комплијанса у смислу инсулинске терапије. Повраћање, дехидратација, дубоко дахћуће дисање, конфузија, понекад и кома типични су симптоми. ДКА је дијагностикована крвним и мокраћним анализама; разликује се од друге, ређе форме кетоацидозе присуством високог нивоа шећера у крви. Терапија укључује интравенско укључивање течности, како би се смањила дехидратација, инсулин да сузбије производњу кетонских тела, терапија за било који основни узрок, као што су инфекције, и блиска опсервација како би се спречиле и идентификовале компликације.
ДКА је једно од ургентних стања у медицини, и без терапије доводи до смрти. ДКА је први пут описана 1886; до увођења инсулинске терапије 1920-их година била је скоро искључиво фатална. Данас носи стопу смртности од мање од 1% уз адекватну и благовремену терапију.

## Дефиниција
У медицинској литератури и даље не постоји потпуна и опште прихваћена дефиниција ДКА, јена од најчешће коришћених је, 
| „ | Дијабетесна кетоацидоза (ДКА) је тежак метаболички поремећај који означава крајње нерегулисани дијабетес праћен (апсолутним и или релативним) недостатком инсулина. | ” |

Клиничка дефиниција овог обољења, наведена у Националном водичу добре клиничке праксе за шећерну болест, Министарства здравља Републике Србије (2012), гласи,
| „ | Дијабетесна кетоацидоза (ДКА) представља најучесталију и најтежу акутну компликацију дијабетеса, са високом стопом морбидитета и карактеристичном симптоматологијом праћеном хиперкетонемијом, хипергликемијом и метаболичком ацидозом. | ” |

Алберти је својевремено (1976) предложио радну дефиницију која није у потпуности заживела у пракси.
| „ | Дијабетесна кетоацидоза је тешки неконтролисани поремећај дијабетесне болести, који захтева хитни третман са инсулином и интравенозним растворима, а прати га повишење концентрације кетона у крви од >5 . | ” |

## Историјат
Први у потпуности описан случај дијабетесне кетоацидозе приписан је Џулијусу Дрешфелду, немачком патологу који је радио у Манчестеру, у Уједињеном Краљевству. У његовом опису, који је дао у свом предавању из 1886. на Краљевском докторском колеџу у Лондону, искористио је извештаје Адолфа Кусмаула, такође описујући главне кетоне, ацетоацетате и β-хидроксибутрате, и њихово хемијско одређивање. Стање је остало скоро универзално фатално до открића инсулина током 1920-их; до 1930-их, смртност је опала на 29%, и до 1950-их, опала је на испод 10%. Појава можданог едема услед ДКА описана је 1936, од тима доктора из Филаделфије.
Бројна научна истраживања од 1950-их била су фокусирана на идеалан третман за дијабетесну кетоацидозу. Значајан део ових истраживања био је спроведен на Центру за здравствену науку Универзитета у Тенасију и Медицинском факултету Универзитета у Еморију. Проучаване опције за терапију укључивале су високо- или ниско-дозну интравенску, субкутану или интрамускуларну (нпр. „Албертијев режим“) примену инсулина, надокнаде фосфата, потребу за иницијално већом дозом инсулина, и подесности употребе бикарбонатне терапије код средње озбиљних случајева ДКА. Разна питања остају неодговорена, као што су да ли примена бикарбоната у озбиљним случајевима ДКА прави праву разлику за клинички ток, и да ли је иницијално већа доза инсулина потребна код одраслих.
Појава кетози-склоног типа 2 шећерне болести први пут је описана 1987, након неколико претходних пријављених случајева. У почетку се мислило да је то вид шећерне болести младих у почетку зрелости, и прошло је неколико других описних имена (као што је „идиопатски тип 1 шећерне болести“, „атипична шећерна болест“ и тип „тип 1,5 шећерне болести“) пре него што је садашња терминологија као „кетози-склон тип 2 шећерне болести“ усвојена.

## Епидемиологија
Учесталост ДКА у различитим земљама и подручјима света доста је неуједначена и најчешће условљена нивоима организованости и опремљености здравствене службе, опште здравствене просвећености становништва, стручне контроле дијабетичара, али и могућностима друштва да улаже значајна средства у превенцију и лечење болесника са шећерном болешћу. Наведене чињенице најбоље илуструју подаци из Србије из деведесетих година 20. века, изазвани неадекватном здравственом заштитом због недостатка инсулина, изазваних ратовима на простру Југославије, сукоба на Косову и Метохији и међународне економске изолације и НАТО агресије Србије;
| „ | Према подацима Института за ендокринологију, дијабетес и болести метаболизма, Клиничког центра Србије у Београду у периоду од 1993.— 1999. године инциденца ДКА била је 31%. Основни узрок (у 26%) је био недостатак инсулина. | ” |

Дијабетесна кетоацидоза, као једна од од најчешћих компликација шећерне болести, према бројним епидемиолошким студијама и подацима из литературе, има годишњу инциденцу од 14 случајева на 100.000 становника, од чега је 20% нових (новооткривених) случајева шећерне болести. На основу ових података произилази да ДКА чини 1,6% свих примарних узрока код болесника лечених од шећерне болести, мада поједини аутори наводе да је чак 8% свих болесника са шећерном болести болнички лечено због ове компликације.
Национална група Сједињених Америчких Држава за дијабетес даје процену годишње инциденце од 4,6-8,0 епизода ДКА на 1.000 пацијената. која је произашла из података да се у Сједињеним Државама, због ДКА годишње лечи 135.000 болесника, што чини измерени трошак од 2,4 милијарде долара или четвртину до половине укупног трошка за негу оболелих од типа 1 шећерне болести.
Процењује се да је код око 20% новооткривених одраслих болесника са шећерном болести ДКА иницијални знак болести. Код деце са новооткривеним типом 1 шећерне болести, проценат ДКА је већи и износи око 30%.
Учесталост ДКА је значајно већа код особа са већ постојећим фактором ризика, као што је поремећај исхране и они који не могу редовно да приуште лечење инсулином. Стопа морталитета код пацијената са дијабетесном кетоацидозом је <5% у врхунским болничким центрима.

## Етиологија
ДКА најчешће настаје код пацијената који су већ имали шећерну болест, али такође може први пут да се развије код некога за кога се није претходно знало да болује од шећерне болести. Обично постоји посебан основни проблем који је довео до ДКА епизоде; то може бити споредна болест (као што је упала плућа, инфлуенца, гастроентеритис, инфекција уринарног тракта), трудноћа, неправилна примена инсулина (нпр. неисправна справа за давање инсулина), инфаркт миокарда (срчани удар), мождани удар или злоупотреба кокаина. Млађи пацијенти са повратном епизодама ДКА могу у основи да имају поремећај исхране, или могу користити недовољно инсулина из страха да би он изазвао дебљање.
Дијабетесна кетоацидоза може да се јави код особа за које се претходно знало да имају тип 2 шећерне болести или код особа за које се даљим истраживањем успостави да имају карактеристике типа 2 шећерне болести (нпр. гојазност, јаку породичну историју); ово је чешће код људи из Африке, Афроамериканаца и Хиспано народа. Њихово стање је онда означено као кетози-склон тип 2 шећерне болести.

## Патофизиологија
Главна компонента у патогенези дијабетесне кетоацидозе је смањен ниво ефективне концентрације циркулишућих инсулин и пратећих нивоа корегулаторних хормона (катехоламина, глукагона, хормона раста и кортизола), што доводи до изражених упала, чак и у одсуству инфекција. 
Наведене хормоналне промене доводе до следећа три, главна метаболичка догађаја у ДКА:
1. Хипергликемија
У ДКА хипергликемија најчешће настаје због убрзане глуконеогенезе и смањеног искоришћење глукозе у неадекватно регулисаној инсулинској терапији. Међутим у различитим ситуацијама, као што је инфекција, потреба за инсулином расте, и нису повезана са отказивањем панкреаса, већ су последица секундарне болести. У таквим условима ниво шећера у крви расте, наступа дехидратација, отпорност на нормалне ефекте инсулина повећава се у смислу зачараног круга.
Недостатак инсулина и неодговарајући ниво глукагона у ДКА покреће процес повећаног стварања глукозе у јетри (који је у нормалним условима спречен инсулином) из гликогена преко гликогенезе и глуконеогензе. Хипергликемија такође иницијално изазива излазак воде из ћелија, накнадни развој интрацелуларне (унутарћелијске) дехидратације и хипонатремије уз енормно гомилање течности у екстраћелијском простору, која утиче на појачану диурезу (измокравања), којом губици воде прелазе ниво натријума због губитка хлорида. Висок ниво глукозе која у ДКА прелази у мокраћу, организму одузима воду и у води растворљиве материје (као што су натријум и калијум) упоредо са процесом који се назива осмотска диуреза. То доводи до полиурије, дехидратације, компензаторне жеђи и полидипсије. Уринарне губици могу довести до прогресивне дехидратације, због сталног смањења волумена течности у ткивима, што изазива смањену филтрацију и проток мокраће и веће задржавање глукозе у плазми.
2. Повећана протеолиза и смањен ниво синтезе протеина.
3. Повећана липолиза и продукција кетона.
Одсуство инсулина такође доводи до ослобађања слободних масних киселина из масних ткива (липолиза), који су преобраћени, поново у јетри, у кетонска тела (ацетоацетат и β-хидроксибутрират). β-Хидроксибутрират може такође да служи и као извор енергије у одсуству инсулински-посредоване испоруке глукозе, и представља одбрамбени механизам за случај изгладњивања. Кетонска тела, ипак, имају ниску pKa и зато праве крв киселом (метаболичка ацидоза). Организам иницијално пуферује промену бикарбонатним пуферским системом, али тај систем је убрзо преплављен, и други механизми морају да раде да би компензовали ацидозу. Пример таквог механизма је хипервентилација која смањује ниво угљен-диоксида (вид компензаторне респираторне алкалозе). Та хипервентилација, у екстремном облику, може бити обзервисана као Кусмаулово дисање.
Као крајњи резултат наведених промена настаје енормна хипергликемија праћена метаболичком ацидозом због увећаног плазма анјонског јаза.
Резултат горе наведених механизама, просечан одрасли пацијент с ДКА има смањену количину укупне воде за око 6 литара (или 100 ), придодато на смањење у натријуму, калијуму, хлоридима, фосфатима, магнезијуму и калцијуму. Ниво глукозе је обично премашује 13.8  или 250 .
ДКА је честа у типу 1 шећерне болести, како је овај вид шећерне болести повезан са апсолутним недостатком у производњи инсулина у Ленгерхансовим острвцима. У типу 2 шећерне болести, производња инсулина је присутна али недовољна да задовољи захтеве организма, као резултат инсулинске резистенције због отказивања органа. Обично, ове количине инсулина су довољне да зауставе кетогенезу. Ако се ДКА појави код особе са типом 2 шећерне болести, њено стање се назива „кетози-склон тип 2 шећерне болести“. Тачан механизам за овај феномен је нејасан, али постоје докази и за ослабљену секрецију инсулина и инсулинске активности. Када се стање залечи, производња инсулина се наставља и пацијент је често у могућности да настави са дијететском терапијом или узимањем таблета као што је обично и препоручено у типу 2 шећерне болести.
Мождани едем, који представља најопаснију компликацију код ДКА, вероватно је резултат више фактора. Неки стручњаци сугеришу да је то резултат пребрзе замене течности, али компликација може да се развије и пре него што је терапија започета. Више је вероватно код пацијената са озбиљнијом ДКА, и у првој епизоди ДКА. Погодни фактори за развој можданог едема су дехидратација, ацидоза и ниски нивои угљен-диоксида; даље, повећан степен упале и коагулација, могу заједно са овим факторима, да изазову смањен доток крви у поједине делове мозга, који потом отичу када је замена течности примењена. Оток можданог ткива доводи до повећаног интракранијалног притиска, што напослетку доводи до смрти.

## Клиничка слика
Епизоде дијабетесне кетоацидозе обично се развијају постепено, унутар неколико дана, из нерегулисане шећерне болести са кетонуријом. 
Међутим, развој кетоацидозе може бити и врло брз, у току једног дана, у случају појаве акутног инфаркта, апоплексије или масивне инфекције.

### Стадијуми у развоју клиничке слике
Први стадијум
Кетонурија или ацетонурија која се јавља на почетку поремећаја карактеристична је за овај стадијум. У овом стадијуму је повишен ниво кетонских тела у крви, позитивна су кетонска тела у мокраћи, а у даху пацијената осећа се мирис на ацетон. Ацидобазна равнотежа у овом стадијуму је очувана.
Други стадијум
Овај стадијум карактерише се кетоацидозом или стањем у коме је, поред хиперкетонемије и кетонурија, присутна дехидратација и ацидоза уз умерени дефицит бикарбоната и очувану свест. Међутим у овом стадијуму могућа је појава сопора и сомноленције.
Трећи стадијум
Дијабетесна кома је најтежи степен метаболичког поремећаја. У овом стању је изражена дехидратација, ацидоза, пад пХ вредности крви испод 7,2, дефицит стандардних бикарбоната, хиперкетонемија, кетонурија и губитак свести.

### Клиничка симптоматологија
Клиничка слика карактерише се симптоматологијом праћеном хиперкетонемијом, хипергликемијом и метаболичком ацидозом, што је уједно и клиничка дефиниција ове болести.
| Клинички знаци кетоацидозе        | Патогенетски фактори            |
| --------------------------------- | ------------------------------- |
| Полиуриа, ноктурија, жеђ          | Хипергликемија                  |
| Мука, повраћање                   | Хиперкетонемија                 |
| Дубоки издисаји-Кусмаулово дисање | Ацидоза                         |
| Конфузија, поспаност, кома        | Ацидоза и хиперосмоларност      |
| Нагли губитак тежине              | Дехидрација и катаболизам       |
| Мишићна слабост                   | дехидрација и хипокалијемија    |
| Поремећај вида                    | Осмотске промене у очном сочиву |
| Стомачни бол                      | Ацидоза                         |
| Грчеви мишића                     | Ацидоза и хипокалијемија        |
| Хипотермија                       | Вазодилатација                  |
| Хипотензија и тахикардија         | Вазодилатација и дехидратација  |
| Смањен тургор коже                | Дехидрација                     |
| Леукоцитоза                       | Није увек знак инфекције        |

Предоминантни симптоми су мука и повраћање, наглашена жеђ, ексцесивно излучивање мокраће и бол у стомаку који може бити озбиљан. Пацијенти који мере свој ниво глукозе у крви могу приметити хипергликемију (висок ниво шећера у крви).
У тешким случајевима ДКА, дисање постаје отежано и дубоко, дрхтајућег карактера (стање које се назива „Кусмаулово дисање“).
Стомак може бити болно осетљив, тако да се може посумњати на акутни абдомен, као што је то случај код акутног панкреатитиса, упале слепог црева или желудачно цревне перфорације. Повраћање садржаја налик на кафу (повраћање измењене крви) дешава се код мањег броја пацијената; и вероватно потиче од ерозије једњака.
У тешким случајевима ДКА, може наступити конфузија, летаргија, ступор све до коме (приметно смањење у нивоу свести). Такође у тешким случајевима ДКА, може наступити конфузија, летаргија, ступор све до коме (приметно смањење у нивоу свести).

### Клиничка слика код деце
У Србији као и у Европи око 40% деце са типом 1 шећерне болести открива се у склопу клиничке слике кетоацидозе. Највећа учесталост клиничке слике кетоацидозе је код деце млађе од три, а најмања код деце узраста 6 до 11 година. Код деце која већ примају инсулин најчешћи узроци кетоацидозе су: изостављање инјекција инсулина, бактеријске (стрептококна упала ждрела, стафилококна инфекција коже или поткожног ткива, периодонтални апсцес) или друге инфекције, грубље грешке у исхрани уз примену недовољних доза инсулина као и емоционални стрес, нарочито код адолесцената са рекурентном ДКА.
Млађа деца са ДКА су релативно склона церебралном едему (отоку можданог ткива), који може изазвати главобољу, кому, губитак рефлекса зеница на светлосну драж и даље напредовање које води у смрт. Смртни исход се дешава код 0,3 до 1,0% деце са ДКА, а описана је и код младих одраслих људи, док је у укупном скору врло ретка код одраслих. Носи 20-50% смртности.

## Дијагноза

### Критеријуми
| Клинички знаци                                                                           | Лабораторијски знаци                                                                       |
| ---------------------------------------------------------------------------------------- | ------------------------------------------------------------------------------------------ |
| - Полидипсија, полиурија - Повраћање - Дехидрација - Хипервентилација - Поремећај свести | - Гликозурија >55 - Кетонурија - Хипергликемија >16 - крви <7,3 - Бикарбонати у серуму <15 |

### Историја болести
Значај историје болести код болесника са ДКА је од великог значаја, посебно код пацијената у дијабетесној коми, јер лекару може пружити значајне информације о досадашњем току шећерне болести и инсулинској терапији.
Детаљном анамнезом, као најзначајнијим делом историје болести, треба открити да ли је болесник, већ имао епизоде дијабетесне кетоацидозе, те да ли су у његовом животу присутни потенцијални преципитирајући чиниоци (наведени у доњој табели).
| Чиниоци                                               | Приближна учесталост (%) |
| ----------------------------------------------------- | ------------------------ |
| Инфекција                                             | 35                       |
| Изостављање инсулина или неадекватна примена инсулина | 30                       |
| Иницијална појава шећерне болести (прва епизода ДКА)  | 20                       |
| Остале медицинске болести                             | 10                       |
| Непознато                                             | 5                        |

### Физикални преглед
Физикални преглед најчешће показује следеће клиничке знаке:
- Дехидратације, коју карактеришу сува уста и усне, сув и обложен језик, смањена еластичност коже која је топла, зажарена и сува, сува слузокожа, смањен тонус очних јабучица, које су упале у очну дупљу.
- Ако је дехидратација довољно изражена присутан је поремећај крвотока и крвног волумена, (тахикардија или убрзан срчани ритам и низак крвни притисак .
- Кетонски“ мирис или задах у даху болесника, најчешће описиван као „воћкаст“, често поређен са мирисом комадића крушке.
- Поремећај дисања који се карактерише Кусмауловим дисањем (повећан број удисаја-хипервентилација)
- Промене у менталном статусу, почев од узнемирености па све до сомнолентности, конфузности, ступора и коме.

### Дијагностичке процедуре
Дијабетесна кетоацидоза може бити дијагностикована је демонстрирана комбинација хипергликемије (повишеног нивоа шећера у крви), кетона у крви или урину и ацидоза. Гасне анализе артеријске крви често су урађени како би ацидоза била доказана; то захтева узимање узорка крви из артерије. Следећа мерења (да би се осигурало да је третман ефективан), могу бити урађена на нормалној крви из вене, како постоји мала разлика у артеријској и венској pH вредности.
|                    | Блага        | Умерена                  | Тешка       |
| ------------------ | ------------ | ------------------------ | ----------- |
| Гликемија          | >13,8        | >13,8                    | >13,8       |
| Артеријски pH        | 7,25 - 7,30  | 7,00 - 7,24              | >7,30       |
| Бикарбонати (mEq/L)     | 15 - 18      | 10 - 15                  | <10         |
| Кетони у мокраћи   | +            | ++                       | +++         |
| Кетони у серуму    | +            | ++                       | +++         |
| Осмоларност серума | Нормална     | Благо повишена           | Повишена    |
| Анјонска празнина  | >10          | >12                      | >14         |
| Ментални статус    | Узнемиреност | Сомнолентност/конфузност | Ступор/кома |

Као додатак на изнад наведено, узорци крви су обично узети да измере нивое урее и креатинина (испитивање бубрежне функције, која може бити оштећена код ДКА као последица дехидратације) и електролита. Даље, знаци инфекције (комплетна крвна слика, Ц-реактиван протеин) и акутни панкреатитис (амилаза и липаза) могу бити мерени. Имајући у виду потребу да се искључи могућа инфекција, грудна радиографија и уринарне анализе често су извођене.
Ако се сумња на церебрални едем због конфузије, поновног повраћења или других симптома, компјутеризована томографија може бити извршена како би се проверила озбиљност и искључили други узроци, као што је мождани удар.

### Диференцијална дијагноза
Дијабетесна кетоацидоза се разликује од других дијабетичких хитности присуством велике количине кетонских тела у крви и урину, и упадљивом метаболичком ацидозом. Хиперсомоларно хипергликемичко стање (HHS, понекад означено као „хиперсомоларно некетонско стање“, HONK) је знатно чешће код типа 2 шећерне болести и одражава се у повећаној осмоларности у плазми (изнад 320 ) услед значајне дехидратације и концентрације у крви; блага ацидоза и кетонемија могу да се јаве у овом стању, али не и у мери којој је обсервисана у ДКА. Постоји одређено преклапање између ДКА и HHS, како код ДКА осмоларност такође може бити повећана.
Кетоацидоза није увек последица шећерне болести. Може такође бити резултат претеривања у алкохолу и изгладњивања; у оба стања ниво глукозе је нормалан или снижен. Метаболичка ацидоза може да се јави код особа са дијабетесом из других разлога, као што су тровање етилен гликолом или паралдехидом.
Зато у дијагностици ДКА, треба посебно имати у виду следеће индикације: уремију, акутну хипогликемијску кому, као и примену централног венског катетера код тромбозе и централних венских катетера бутне вене код деце. Диференцијално дијагностички долазе у обзир и:
| - Алкохолна кетоацидоза - Акутни апендицитис, - Хиперосмоларна кома - Хипофосватемија - Хипотермија - Лактатна ацидозе - Метаболичка ацидоза | - Инфаркт миокарда - Акутни панкреатитис - Запаљење плућа, код имунокомпромитованих - Септички шок - Тровање салицилатима - Инфекција уринарног тракта, жена - Инфекција уринарног тракта, мушкараца |

## Класификација
Америчко удружење за дијабетес категорише ДКА код одраслих на три стадијума озбиљности:
- Блага: pH крви благо смањена до између 7,25 и 7,30 (референтне вредности су од 7,35-7,45); бикарбонати у серуму смањени на 15–18  (нормално изнад 20); пацијент је упозорен,
- Средња: pH благо смањена до између 7,00 и 7,25, бикарбонати од 10-15, блага дремљивост може бити присутна,
- Озбиљна: pH испод 7,00, бикарбонати испод 10, ступор и кома могу да наступе.

У изјави Европског друштва за педијатријску ендокринологију и Лоусон Вилкинс друштва за педијатријску ендокринологију (за децу) из 2004, употребљене су мало другачије вредности, где је блага ДКА дефинисана са pH 7,20–7,30 (бикарбонати 10–15 mmol/l), средња ДКА са pH од 7,1–7,2 (бикарбонати 5-10) и озбиљна ДКА са <7,1 бикарбонати испод 5).

## Превенција
Напади ДКА могу бити спречени код особа које имају шећерну болест у извесној мери придржавањем „правила током болесних дана“; постоје јасне инструкције за пацијенте како да се опходе према себи када им није добро. Инструкције укључују савет колико додатног инсулина узети када изгледа да нивои шећера нису под контролом, дијета с лако сварљивом храном бокатом солима и угљеним хидратима, начин је да се заустави грозница и залечи инфекција, као и препоруке када затражити медицинску помоћ.

## Терапија
Главни циљеви у лечењу дијабетесне кетоацидозе су замена изгубљене течности и електролита уз смањивање високог нивоа шећера у крви и производње кетона инсулином. Пријем на одељење интензивне неге или слично место високе зависности или одељење може бити неопходно.

### Надокнада течности
Количина течности зависи од процењеног степена дехидратације. Ако је дехидратација толико озбиљна да изазове шок (знатно снижен крвни притисак уз недовољан доток крви према органима), или снижен ниво свести, брза инфузија салина (1 литар за одрасле, 10 ml/kg у поновљеним дозама за децу) препоручена је како би се повратио циркулаторни волумен. Спорија рехидратација заснована на калкулозној води и недостатку натријума могу се допустити у случају да је дехидратација средње озбиљна и тада је салин препоручена течност. Веома слаба кетоацидоза која није повезана с повраћањем и блага дехидратација могу бити лечени оралном рехидратацијом и субкутано, пре него интравенским давањем инсулина под обзервацијом за знаке погоршања.
Посебно, али не и неуобичајено разматрање је кардиогени шок, када је крвни притисак снижен, али не због дехидратације него због немогућности срца да пумпа крв кроз крвне судове. Ситуација захтева хитан пријем на одељење интензивне неге, мониторинг централног венског притиска (које захтева пласирање централног венског катетера у већу горњу вену тела), и примена лекова за повећање срчане пумпајуће активности и крвног притиска.

### Надокнада инсулина
Поједине смернице препоручују болус (иницијално високу дозу) инсулина од 0,1 интернационалне јединице по килограму телесне масе. То може бити примењено одмах након што је познато да је ниво калијума већи од 3,3 mmol/l; ако је ниво мањи, примена инсулина би могла да доведе до опасно ниског нивоа калијума (види испод). Друге смернице препоручују одлагање иницијалног инсулина док течности нису примљене.
Генерално, инсулин је дат као 0,1 јединица/kg по сату, да би се смањио ниво шећера у крви и зауставила кетонска производња. Смернице се разликују по томе коју дозу треба користити када су нивои шећера у паду; неке препоручују смањење дозе инсулина кад глукоза падне испод 16,6  (300 mg/dl) док други препоручују инфузовање глукозе као додатак салину, како би се омогућила текућа инфузија већих доза инсулина.

### Надокнада електролита и кориговање ацидобазних поремећаја

#### Калијум
Нивои калијума могу варирати знатно током терапије ДКА, зато што инсулин смањује ниво калијума у крви, прерасподељујући га по ћелијама. Знатан део пребаченог екстрацелуларног калијума би био изгубљен урином услед осмотске диурезе. Хипокалијемија (ниска концентрација калијума) често прати лечење. То повећава ризик од опасних неправилности у срчаном раду. Због тога је стална опсервација срчаног рада препоручена, као и поновљено мерење нивоа калијума и додатка калијума интравенским течностима када нивои опадну испод 5,3 . Ако нивои калијума опадну на испод 3,3 , примена инсулина можда треба бити прекинута како би се дозволило поправљање хипокалијемије.

#### Бикарбонати
Примена натријум бикарбонатског раствора за брзо побољшање нивоа киселине у крви је контроверзно. Постоји мало доказа да то побољшава исходе боље од стандардне терапије, и свакако неки докази постоје да док може побољшати киселост крви, такође може заправо и погоршати киселост унутар ћелија организма и повећати ризик од одређених компликација. Због тога је овај вид лечења обесхрабрен, иако га неке смернице препоручују за случајеве екстремне ацидозе (pH<6,9), и мање количине за озбиљну ацидозу (pH 6,9-7,0).

#### Фосфати и магнезијум
Фосфати се могу додати инфузионим растворима у облику калијум фосфата. Такође калијум се може надокнађивати и раствором који у себи садржи 2/3 калијум хлорида и 1/3 калијум фосфата.
Магнезијум се надокнађује пероралним уносом.

### Остале мере
Остале мере у лечењу ДКА подразумевају пре свега;
- примену антибиотика у циљу отклањања преципитирајућих фактора (инфекције),
- лечење кардијалног или цереброваскуларног инсулта, праћеног церебралним или можданим едемом.
- примењују оксигенотерапије код пада парцијалног притиска кисеоника,
- трансфузију крви или плазме ако и поред надокнаде течности егзистира хипотензија (систолни притисак 80 mmHg) или се установи анемија
- примена хепарина, од 24.000 јединица венски на 24 часа, код болесника који имају изражену дехидратацију и хиперосмоларност

Церебрални или мождани едем, који може завршити комом, захтева интензивно лечење; континуирану и правилно дозирану надокнаде течности, вештачко дисање, и непрекидну опсервацију. Идеалан начин лечења можданог едем код ДКА још није установљен, и поред тога што се интравенска примена манитола и хипертоничног салина (3%) примењује код неких других видова церебралних едема користи у покушају да смање отицање (едем).

### Излеченост
Излеченост од ДКА је дефинисана као опште побољшање симптома, као што су повећана могућност за толерисање оралне исхране и течности, нормализација крвне киселости (pH>7,3), и одсуство кетонских тела у крви (<1 ) или урину. Када је то постигнуто, инсулин може бити пребачен на уобичајен начин субкутаног режима примене, један сат након што је обустављено с интравенском применом.
Код пацијената за које се сумња да имају кетози-склон тип 2 шећерне болести, одређивање антитела против глутаминске киселине декарбоксилазе и ћелија острваца могу помоћи у одређивању да ли треба настави дугорочну примену инсулина (ако су антитела пронађена) или искључити инсулин и покушати лечење лековима орално као код тип 2 дијабетеса.